# Інтернаціональний стиль
Інтернаціона́льний стиль — провідний напрямок модерністської архітектурної думки періоду 1930-1960-х рр. Піонерами інтернаціонального стилю були Вальтер Гропіус, Петер Беренс і Ханс Хопп в Німеччині, найбільш яскравими і послідовними представниками — Ле Корбюзьє (Франція), Людвіг Міс ван дер Рое (Німеччина-США) і Якобус Ауд (Нідерланди).
Естетика інтернаціонального стилю вимагала відмови від національних культурних особливостей і всіляких різновидів історичного декору на користь прямих ліній та інших чистих геометричних форм, легких і гладких поверхонь зі скла і металу. Улюбленим матеріалом став залізобетон, в інтер'єрах цінувалися широкі відкриті простори. Це була архітектура індустріального суспільства, яка не приховувала свого утилітарного призначення і здатності економити на «архітектурних надмірностях». Неофіційним девізом руху був, запропонований Місом ван дер Рое, парадокс: The less is more («чим менше, тим більше»).
У повоєнний час типовим втіленням ідеалів інтернаціонального стилю були геометрично відточені хмарочоси Міса ван дер Рое, Філіпа Джонсона і Бей Юймін. Ле Корбюзьє еволюціонував у бік більш скульптурного підходу до архітектури, при якому підкреслювалася груба структура бетону (так званий «бруталізм»). Інтернаціональний стиль проник в архітектурно консервативні країни, де з'явилися свої «поети залізобетону» — П'єр Луїджі Нерві в Італії та Оскар Німейєр в Бразилії. Віддали данину естетиці цього напрямку і такі індивідуалістичні майстра «органічної архітектури», як Френк Ллойд Райт і Алвар Аалто.
Відхід від інтернаціонального стилю почався в 1950-х рр. в творах Еро Саарінена, а в 1970-і рр. з критикою на обмеженість і «нудоту» цього підходу обрушився засновник архітектурного постмодернізму — Роберт Вентурі.

## Архітектори

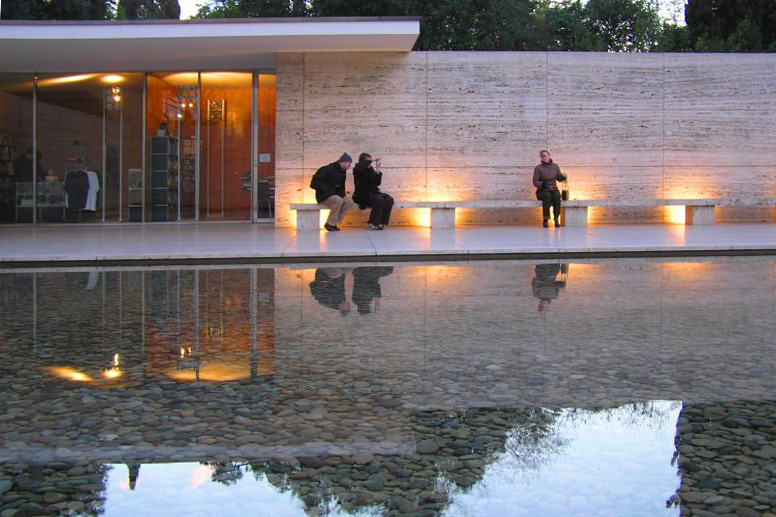
Павільйон Німеччини, Барселона.Людвіг Міс ван дер Рое, 1929

- Алвар Гуго Аалто
- Луїс Барраґан
- Велтон Беккет
- Джеффрі Базелі
- Роберто Бурле Маркс
- Йосиф ЕмбертонПавільйон Німеччини, Барселона.Людвіг Міс ван дер Рое, 1929
- Ейлін Грей
- Вальтер Гропіус
- Арне Якобсен
- Філіп Джонсон
- Луїс Кан
- Вільям Ліскейз
- Еріх Мендельсон
- Людвіг Міс ван дер Рое
- Оскар Німейєр
- Бей Юймін
- Фріц Пеутз
- Ернст Плішке
- Ральф Рапсон
- Герріт Рітвельда
- Рудольф Шиндлер
- Ар'є Шарон
- Єжи Солтан
- Рафаель Соріано
- Карлос Рауль Вільянуева
- Ллойд Райт

## Приклади

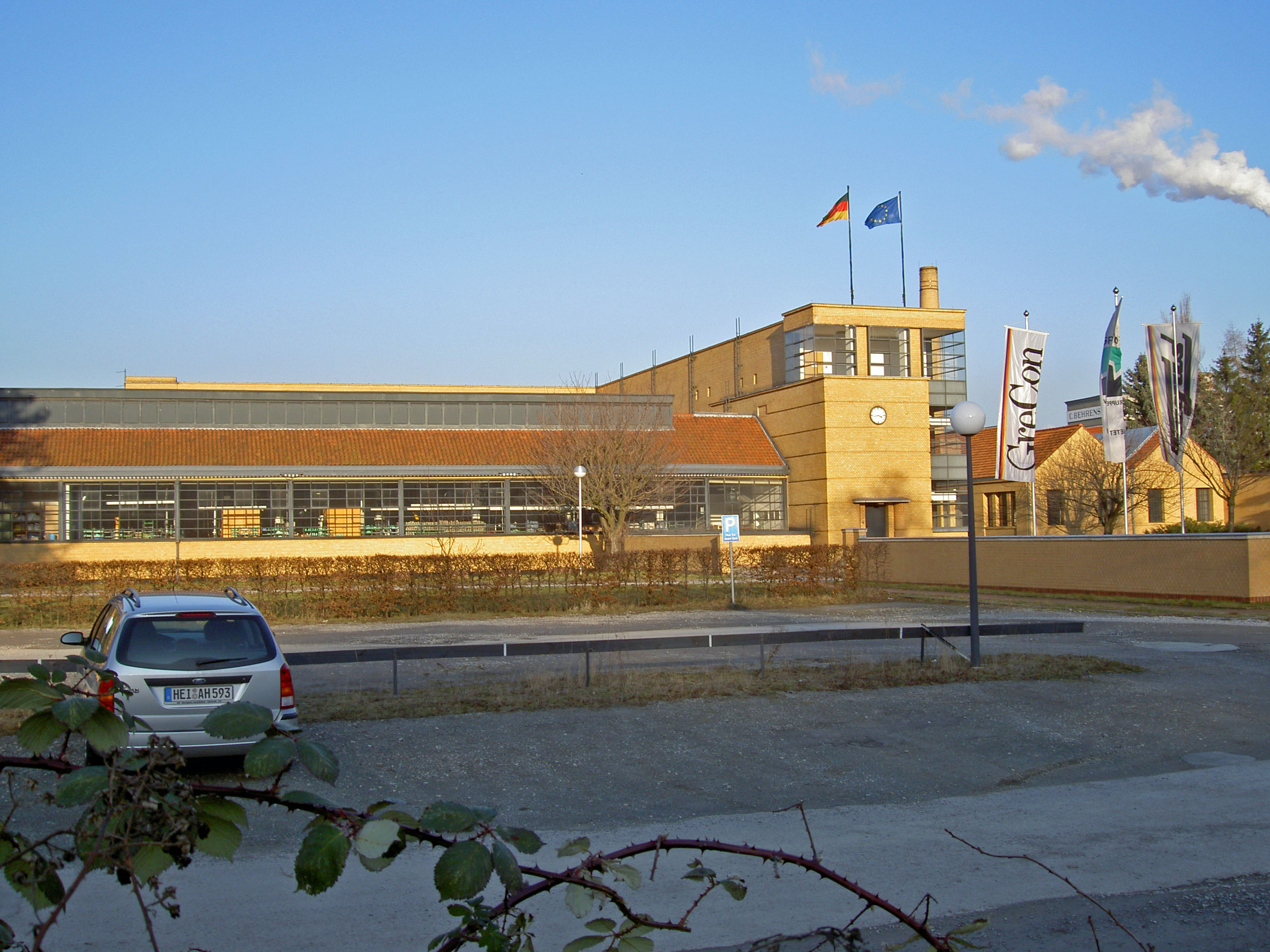
Фабрика Фагус (Вальтер Гропіус, 1911-1913)
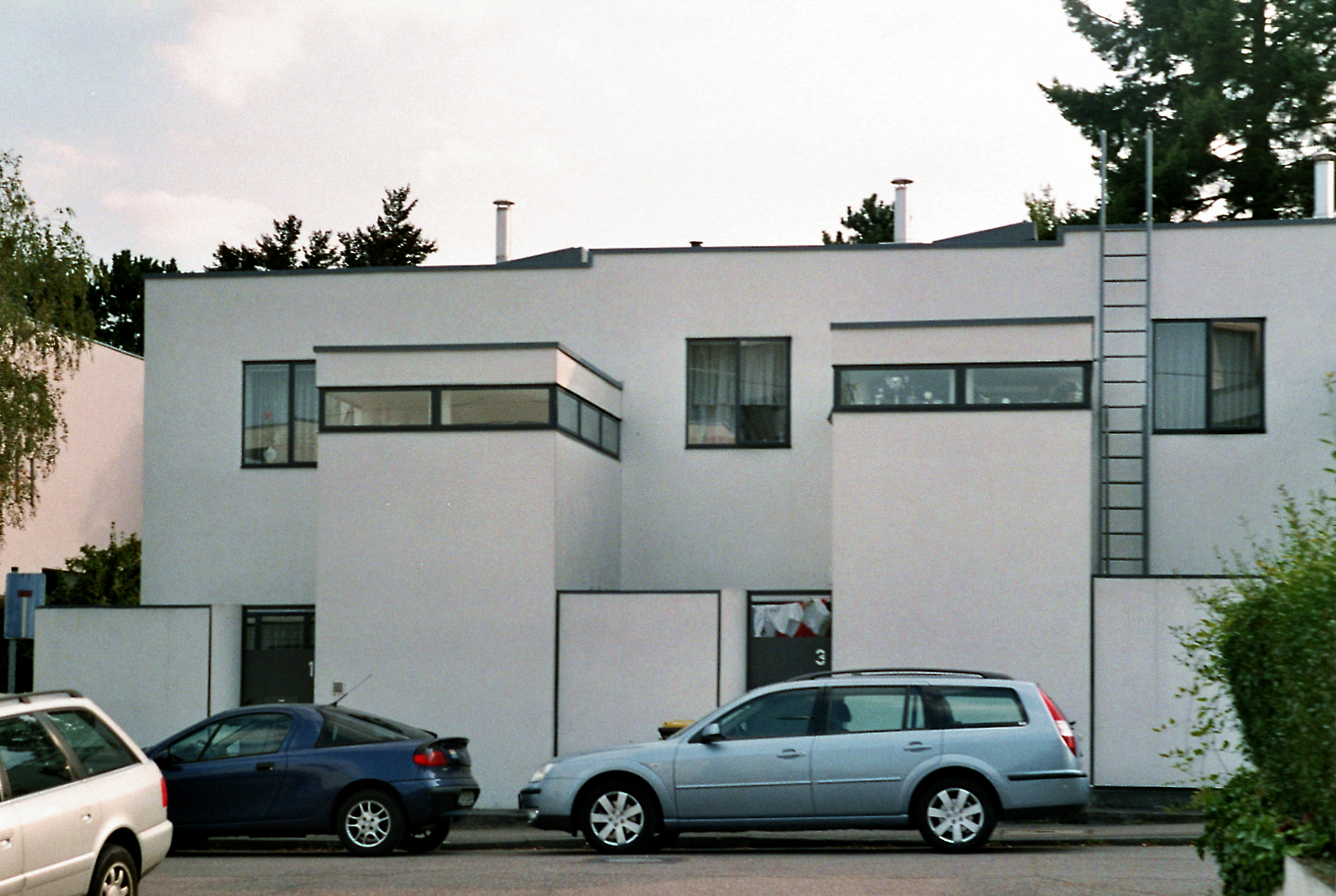
Робоче поселення Вайсенхоф (Ауд, 1927)
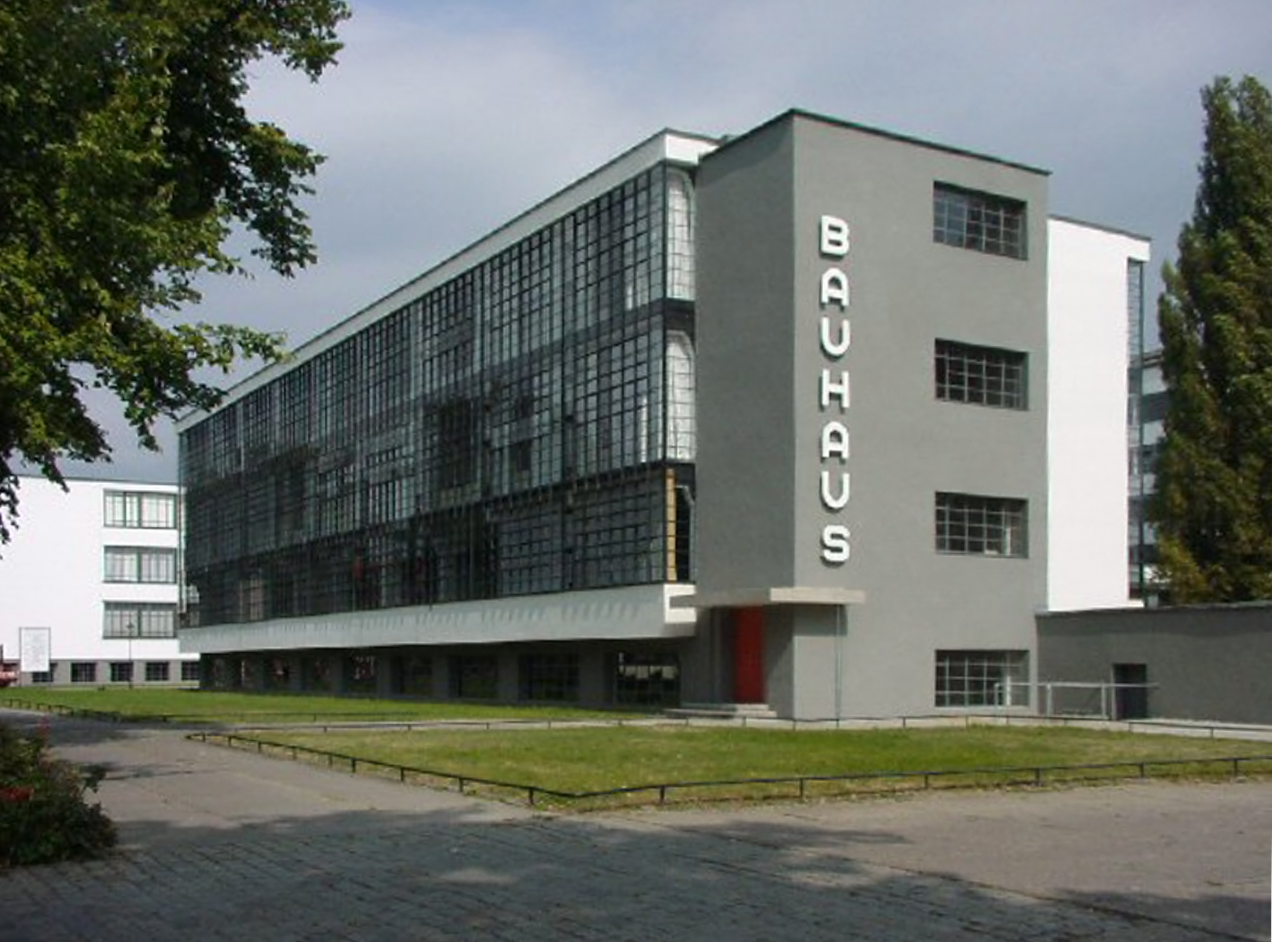
Баугауз в Дассау (Вальтер Гропіус, 1929)
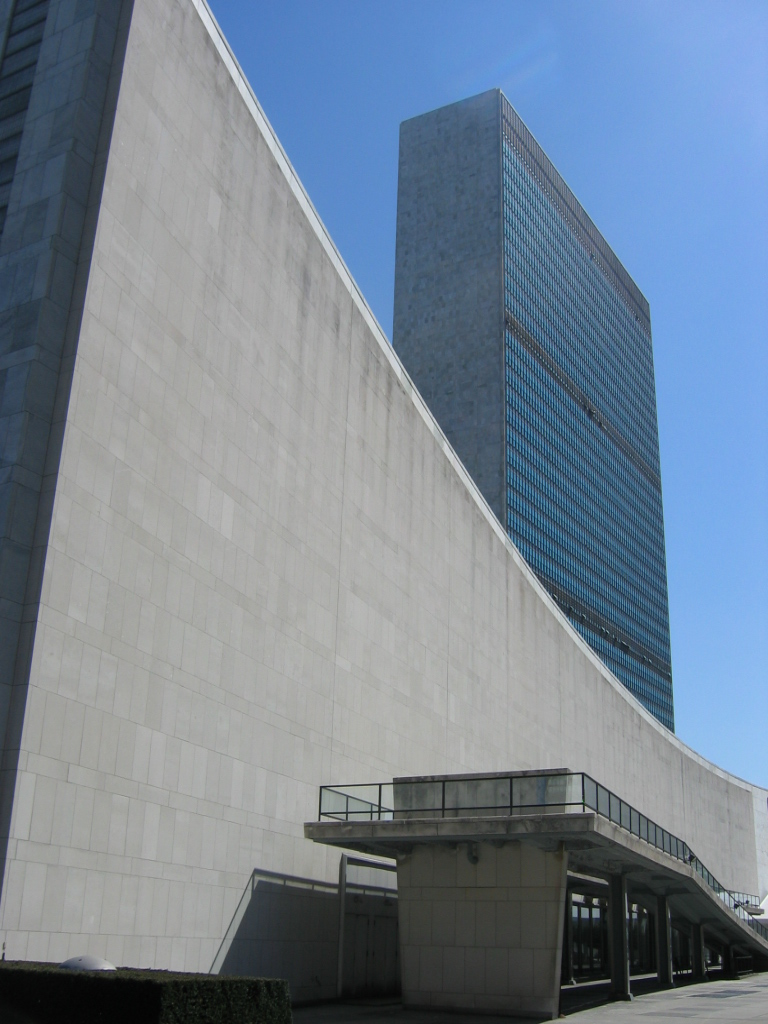
Штаб-квартира ООН (колектив авторів, 1950)
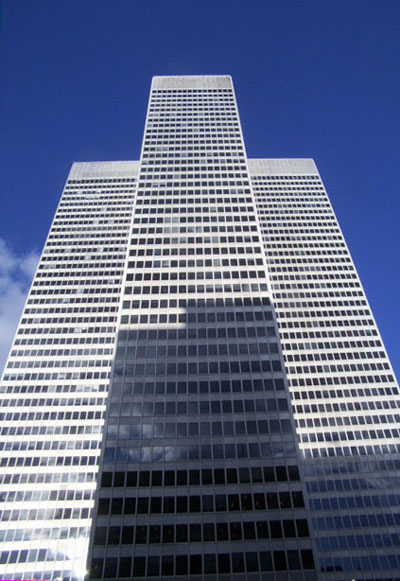
Пляс Віль-Марі (Бей Юймін, 1962)
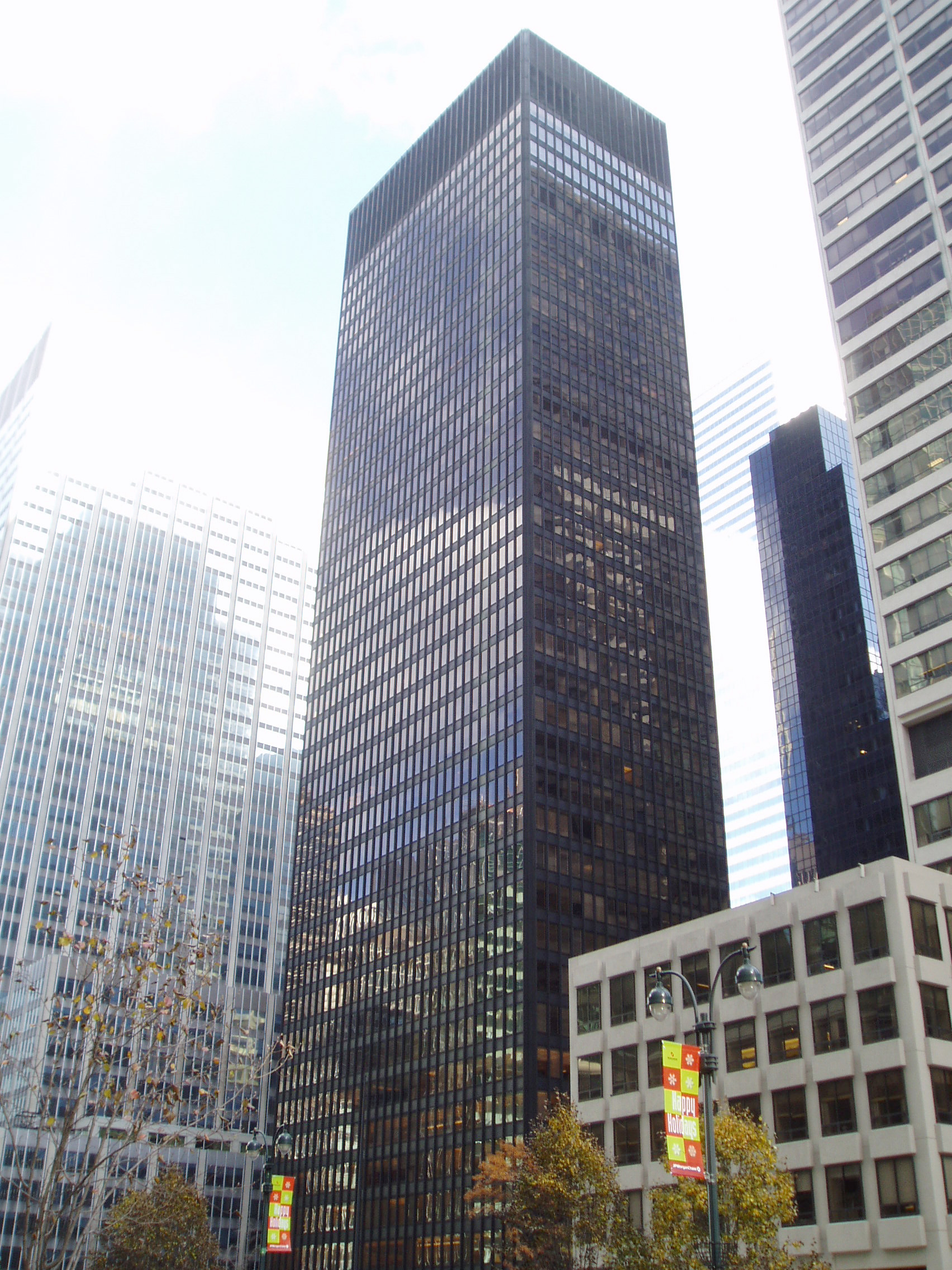
Сігрем-Білдинг (Людвіг Міс ван дер Рое та Філіп Джонсон, 1958)
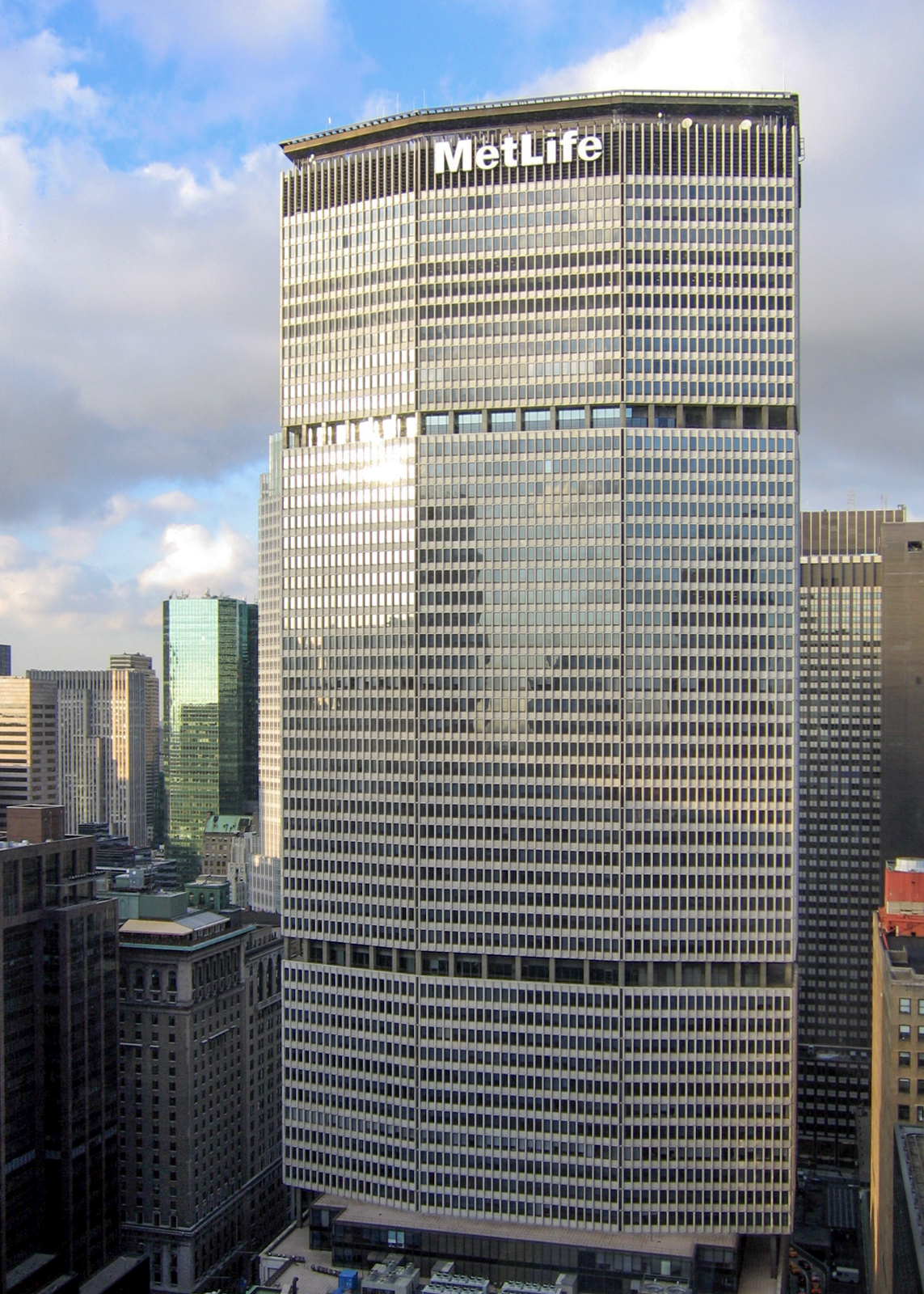
Метлайф-Білдінг (Вальтер Гропіус, 1963)
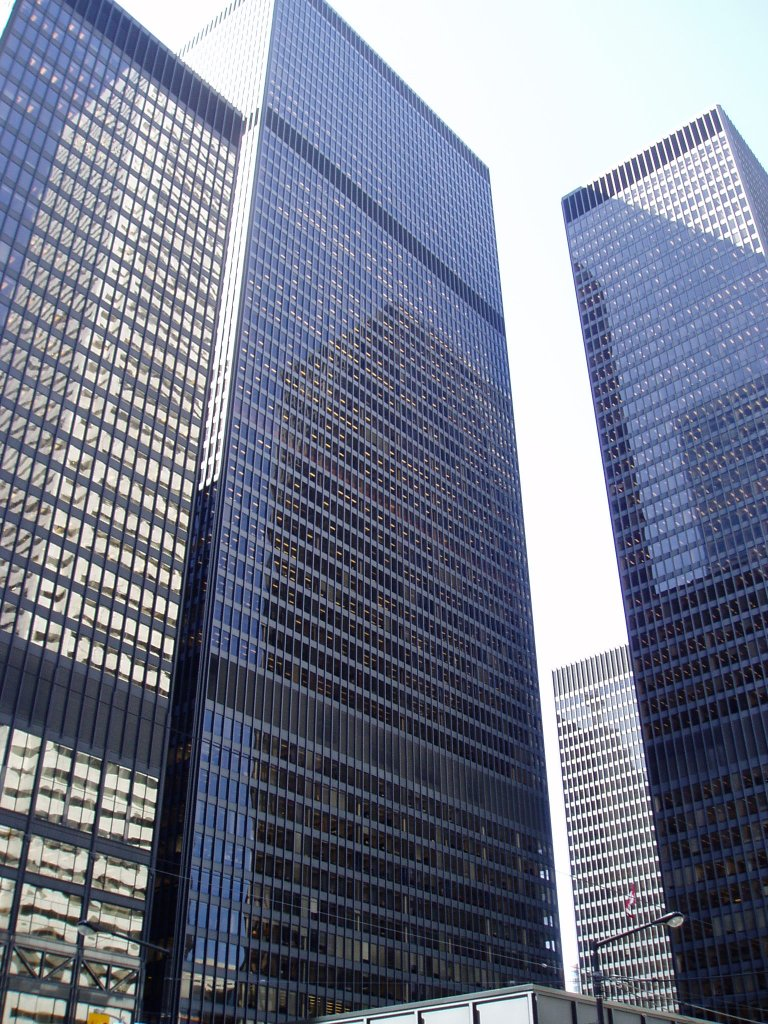
Вежі Toronto-Dominion Centre
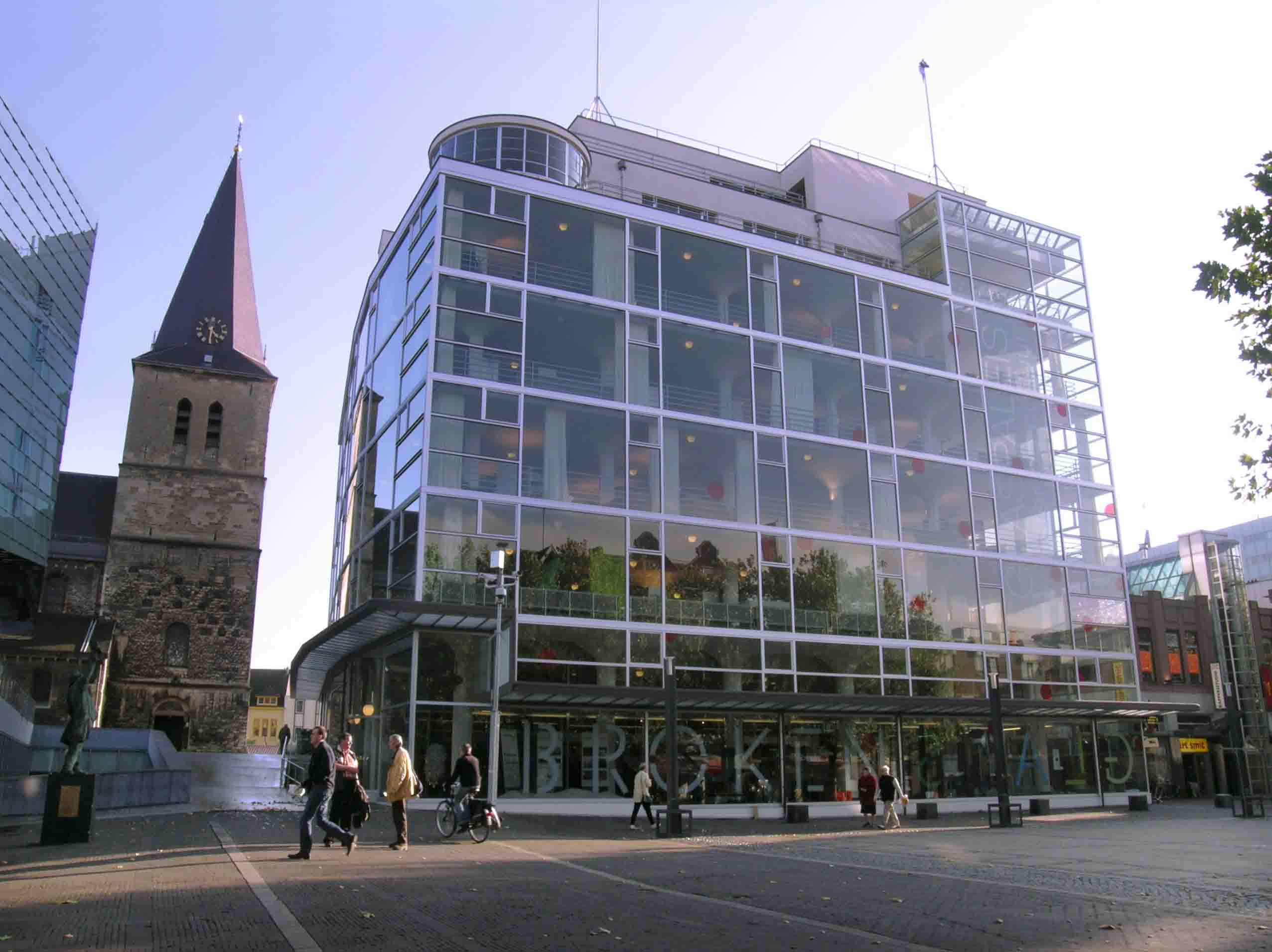
Скляний Палац, Херлен, Нідерланди, 1935 рр.)